# Ligabueino
Ligabueino ist eine wenig bekannte Gattung kleiner theropoder Dinosaurier aus der Gruppe der Abelisauroidea. Die sehr unvollständigen Überreste stammen aus Argentinien und werden auf die Unterkreide datiert (Barremium bis frühes Aptium). Einzige Art ist Ligabueino andesi.
Ligabueino wurde 1996 von José Fernando Bonaparte erstmals wissenschaftlich beschrieben und trägt seinen Namen zu Ehren des italienischen Geschäftsmanns und Gelehrten Giancarlo Ligabue.

## Merkmale
Der einzige bekannte Fund gehörte zu einem etwa 70 cm langen Tier. Dabei handelte es sich wahrscheinlich um ein Jungtier, worauf die von den Wirbelkörpern separierten Neuralbögen hinweisen. Verschiedene Merkmale zeigen die Zugehörigkeit zur Gruppe Abelisauroidea, wie beispielsweise die anteroposterior kurzen Dornfortsätze der Halswirbel.

## Systematik
Ligabueino könnte der älteste bekannte Vertreter der Noasauridae gewesen sein, einer Gruppe innerhalb der Abelisauroidea. Hierauf deuten die langen Wirbelzentren der Rückenwirbel sowie die Form eines Gelenkknorrens des Oberschenkelknochens. Eindeutige, gemeinsam abgeleitete Merkmale (Synapomorphien) der Noasauridae können jedoch nicht ausgemacht werden, weshalb Ligabueino derzeit als nicht weiter zuzuordnender Vertreter der Abelisauroidea geführt werden muss.

## Fund
Der einzige Fund (Holotyp, Exemplarnummer MACN-N-42) stammt aus dem Departamento Catán Lil im Zentrum der Provinz Neuquén im Süden Argentiniens. Die Gesteine des Fundorts gehören zur La-Amarga-Formation.
Der Fund besteht lediglich aus einer Handvoll fragmentarischer Knochen. So sind der Neuralbogen eines Halswirbels, das Wirbelzentrum eines Rückenwirbels, ein vollständiger Schwanzwirbel, der Großteil des rechten Darmbeins (Ilium), zwei fragmentarische Schambeine (Pubes), ein Oberschenkelknochen (Femur), zwei Zehenglieder (Phalangen) sowie andere, unbestimmbare Fragmente überliefert.